# Dolichopoda schiavazzii
Dolichopoda schiavazzii är en insektsart som beskrevs av Capra 1934. Dolichopoda schiavazzii ingår i släktet Dolichopoda och familjen grottvårtbitare.

## Underarter
Arten delas in i följande underarter:
- D. s. caprai
- D. s. schiavazzii

## Bildgalleri

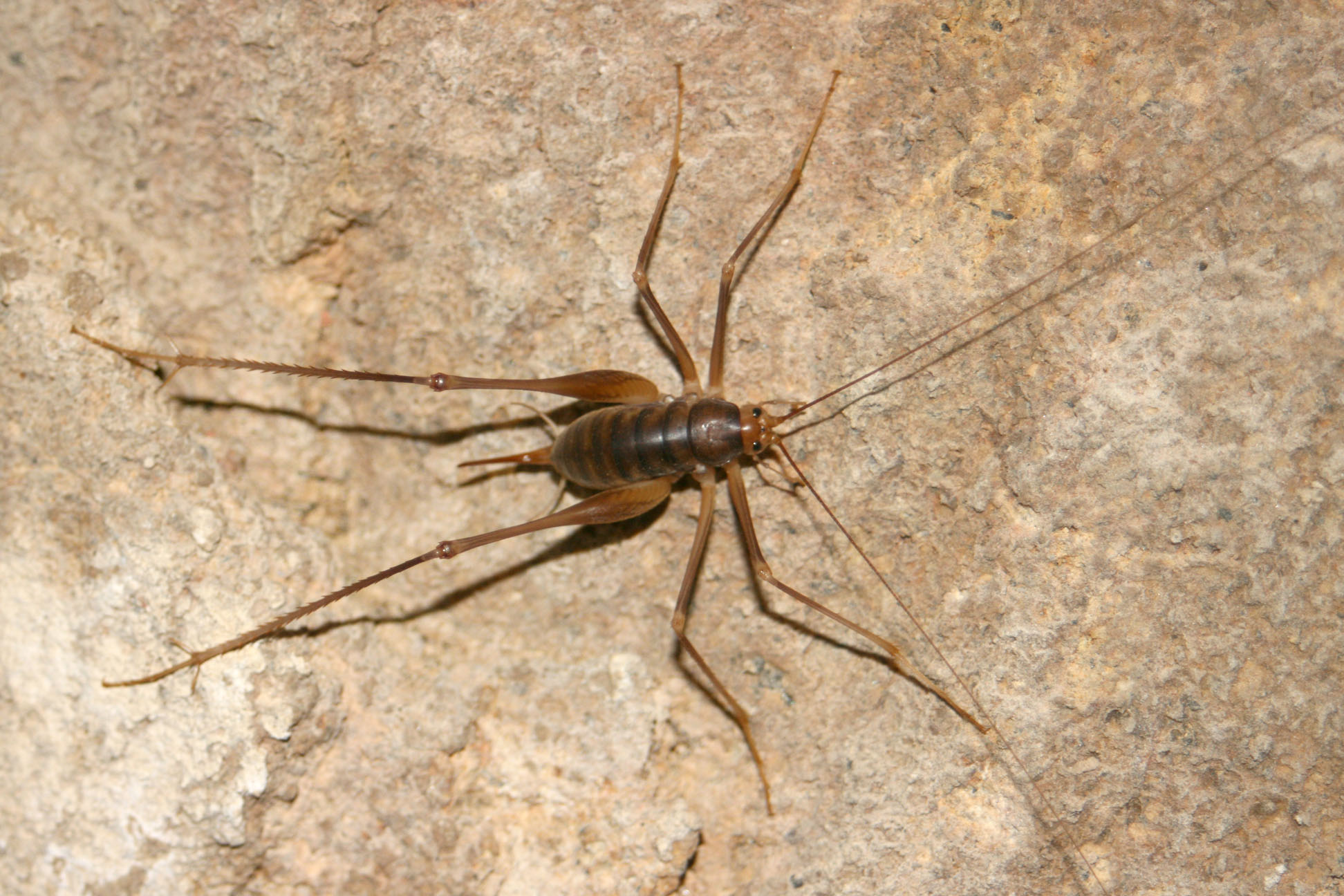